# 入場券
入場券（にゅうじょうけん、英語: admission ticket）とは、入場に何らかの制限が加わっている施設や場所へ入るため必要となる券である。
本項では、鉄道駅に入場するための入場券と、鉄道駅以外の各種施設に入場するための入場券をそれぞれ説明する。

## 鉄道駅以外の入場券
有料施設等における入場券とは、利用入場料金証票、すなわち入場料金を支払ったことを証明する証票のことを言う。なお、無料の施設、催し物などにおいて入場に制限を加える場合においては、発行する整理券の類や招待状などを指す場合もあり、選挙の投票所入場券などがある。
一般には劇場・映画館、コンサートホール、スポーツ観戦などのものがあり、日本国内でも、英語のチケット（ticket）と呼ばれることも多い。美術館・博物館などに入るための証票は入館券、動物園・植物園・遊園地などに入るための証票は入園券、茶席などに入るための証票は入室券などの呼称がある。公衆浴場や温泉で入浴するための証票は入浴券と呼ばれる。
また、山・寺などに入る場合は入山券と呼ばれる券を購入しないとならない場合がある。この入山券は、山の環境保全やトイレや道の整備などに充てられる。
劇場や映画館、競技施設などの入場券は、ミシン目などによって二つの部分にちぎれるようになっているものが多い。こうして出来た券片を半券といい、座席の確認や、施設へ再入場する際に使われるほか、これが領収書代わりともなる。こうした券をもぎ取る行為やそれを行う係の者を「もぎり」という。確実に来場者の入場券から切り取られていることから、スタッフが1枚1枚券片を数えるのが一番正確かつ簡単に来場者数を把握できる方法としてこの入場券の存在は重宝されている。
近年では半券をもぎ取る従来式の入場券に代わって、極小ICチップを組み込んだICカードを用いたものも開発され、2005年の「愛・地球博」などから採用された。また、QRコードを使用するものも順次広まっている。これらは、スマートフォンに組み込むことによって、紙の入場券を発行しない場合もある。
入場券においては、複数回入場するための回数券が設定されている場合がある。
イベントの中止や施設の閉鎖が決定した場合は、入場券は払い戻しとなる。

## 日本の鉄道駅の入場券
| マルス端末で発行した入場券 |  | 硬券入場券 |  | 軟券入場券 |
| マルス端末で発行した入場券 |  | 硬券入場券 |  | 軟券入場券 |

鉄道においては、見送りなど、乗車船以外の目的で駅の改札内に入場する際に発行される。一般には、最低運賃と同額の場合が多い。しかし、最低運賃が異なる複数の会社・路線が同一改札内で利用できる駅（共同使用駅）には低い方の運賃に設定される場合や、各社の異なる料金で発行され、それぞれの収入として扱われながら効力が同一という例がある。
なお、会社や駅によっては制限時間を設けているところもあり、その旨を説明する目的などから、券売機での発売をせず窓口でのみ入場券を発行する駅も地方の小規模駅を中心に存在する。かつては東急電鉄（旧・東京急行電鉄時代）、名古屋鉄道、近畿日本鉄道、京阪電気鉄道の全駅では、窓口でのみの発売であった。入場券自体を発売していない事業者（ほとんどの地下鉄や西日本鉄道など）もあるが、便宜的に最低運賃の乗車券を入場券として利用させる場合もある。過去に北海道地方では、最低運賃の乗車券と入場券が併記されている兼用の券も存在した。
中間改札口を有する駅で、それぞれの駅を管轄する事業者が異なる場合は、原則としてそれぞれの事業者が発行する入場券が必要である。ただし国鉄時代からの慣例として、新幹線と在来線を管轄するJR旅客会社が異なる駅（東京駅など）は、いずれかの事業者が発行する入場券で新幹線・在来線とも入場できる。在来線が第三セクター鉄道に移管された駅では新幹線・在来線それぞれの入場券が必要である。
日本で初めて入場券販売を行ったのは、1897年（明治30年）の山陽鉄道（後の山陽本線を敷設した私鉄）であったとされる。
また、1926年（大正15年）4月25日には、上野駅と東京駅で自動券売機による入場券（10銭）の発売が始められた。
素材により「硬券入場券」や「軟券入場券」と分けられる。改札の自動化が進んだ現在でも、一部の鉄道事業者では硬券入場券が窓口で販売されている。とりわけ硬券（厚紙を用いた券）によるものは記念品として発行されることが多く、鉄道ファンのみならず旅行客などにも珍重されている。変わった需要としては、年月日が数字並びの時（例：平成12年3月4日）に、特に硬券入場券が記念で多く買われる例がある。一方、新駅開業などで記念入場券も発行されており、切符の一分野でもあることから収集家も存在する。
JRにおいては、みどりの窓口でも入場券を発券している。「軟券」に部類されるが、超耐久感熱紙のため、硬券が廃止された現在でいつでも手に入る入場券としては券売機券よりも保存性に優れており、観光記念に購入する者もいる。ただし、感熱紙のため、いくら耐久性が高いとはいえ、用紙製造メーカーが品質保証しているのは7年間であり、保存状態によってはさらに短くなる。
一部の駅では定期券に類似した「定期入場券」も発行されている。これは表口と裏口を自由に行き来する通路を持たない駅で、頻繁に通り抜けする人を対象に発行されるものである。
駅構内への入場には「乗車船の目的」と「乗車船以外の目的」の二つに分けられる。前者は乗車券類、後者は入場券が必要となる。JRの旅客営業規則第294条には「次の各号に掲げる者が、乗車船以外の目的で乗降場に入場しようとする場合は、入場券を購入し、これを所持しなければならない。（後略）」と規定されている。
したがって、定期乗車券を入場券代わりに使用することはできない。定期乗車券は乗車券の一種であり、乗車券は乗車券類に含まれるため、「乗車船の目的」に限り使用でき、「乗車船以外の目的」（送迎等の入場目的）には使用できないからである。同規則第147条第6項には「乗車券類は、乗車船以外の目的で乗降場に入出する場合には、使用することができない。」という規定があり、他の多くの鉄道事業者においても同様の規定がある。
SuicaなどのICカード式乗車券についてもあくまで乗車券類であることから、原則として入場券代わりに使用することはできない。ただし、JR東日本では2021年3月13日から交通系ICカードを入場券と同等に扱うサービス「タッチでエキナカ」を開始した。
入場券に係る料金（入場料金）は、駅構内の秩序や安全に対する対価とされており、異常時の入場制限などへの配慮のため、また、車船内への立入禁止は、出発時のドア付近の混雑や誤乗防止のためとされている。なお古いタイプの券売機では乗車券と入場券の購入ボタンの区別が付きにくく、入場券を乗車券と間違えて購入して目的地までそのまま乗車してしまうケースも見受けられた。 厳密に規定を適用すると入場した駅から改めて運賃相当額を支払う必要がある。
経理面では、乗車券・定期乗車券・入場券のいずれも、鉄道会社の経常収入（売上高）のうちの「鉄道事業営業収益」に当たり、乗車券や定期乗車券は「旅客運輸収入」として、それぞれ「定期外運賃・料金」と「定期運賃・料金」に分類されるが、入場料金は「運輸雑収」のうちの「旅客雑収」として、乗車券払戻手数料金、携帯品一時預り料金、手回品料金等と同じく「旅客に係る諸料金」に分類される。
また、近くに踏切や通路がない、「開かずの踏切」となっているといった事情から、通行者の便宜を図るため「構内通行券」などと称した券を発行して駅改札内を通行させている場合もある。これは実質的な無料の入場券と言える。例えば北陸新幹線開業直後、高架化完成前の富山駅で在来線（あいの風とやま鉄道管理）を対象に実施された例がある。現在でも神戸電鉄の志染駅で発行されており、駅改札内の踏切を無料で通行できる。同様の理由で自由通路が存在しないために駅南北間の通行に支障を来している高尾駅（JR東日本管理）や春日部駅などでは高齢者や身体障害者などに対して、入場券購入費用の補助制度を設けている地方自治体もある。

### 記念入場券
駅の開業などを記念して記念入場券が発売されることがある。

### 「縁起物」としての入場券
鉄道の駅の中には、特に駅名の字面で縁起の良さを感じさせるものがあり、これらの駅では縁起物として入場券を発行しているところがある。この効果を狙って、命名を行った駅もある。無人駅も多く、この場合は近隣の有人駅で発売されている。

#### 駅名に因むもの
- 幸福駅、愛国駅（旧広尾線）
縁起物の駅名としては最高の知名度を有する。この二つの駅の間で「愛の国から幸福へ」という乗車券も発売されていた。広尾線廃止後は地元企業が独自に制作・発売している。
- おかどめ幸福駅（くま川鉄道）
同社発足に際して新設された駅。近隣の神社にあやかって付けたという。
- 真幸駅（肥薩線）
縁起物の駅名としては最古参の部類に属する。無人駅のため真幸駅の入場券は人吉駅・吉松駅で販売している。吉松駅経由で吉都線鶴丸駅との間の乗車券も売り出されている。
- 一勝地駅（肥薩線）
「必勝お守り記念入場券」を販売している。
- 学駅（徳島線）、学門駅（紀州鉄道線）、学文路駅（南海高野線）
受験合格を願う縁起物として発売されている。学駅のそれは、5枚合わせて「ご入学」となる。
- 銭函駅（函館本線）
金運のお守りとして人気が出た。
- 母恋駅（室蘭本線）
母の日のプレゼントに人気。
- 大金駅（烏山線）
同線の宝積寺駅との間の乗車券も縁起物として人気がある。無人化後は発売されていない。
- 鼎駅（飯田線）
読みの「かなえ」が「叶う」に通じるとされる。無人化後は発売されていない。
- 喜入駅（指宿枕崎線）
- 福渡駅（津山線）
津山線には他にも金川駅、亀甲駅があり、また終点の津山駅には鶴山公園があることから、津山線の快速列車には「ことぶき」という名前がついている。
- 狭口駅（旧蒲原鉄道線）
無人駅だったが「狭い口（＝狭き門）」に「入る」ということから加茂駅、村松駅、五泉駅等の有人駅で発売されていた。
- 初富駅（京成松戸線）
合併前の新京成電鉄では硬券入場券を新年に発売。また、北初富駅・三咲駅・五香駅の開運SKカード（パスネット）も発行されていた。
- 大宝駅（関東鉄道常総線）
「大きい宝が入る」として人気がある。また、入場券が開運袋に入っているお守りのような「開運大宝入場券」も発売している。無人駅のため、常総線の有人各駅で販売している。

#### 人物に因むもの
- 小和田駅（飯田線）
- 愛子駅（仙山線）
それぞれ、皇后雅子の旧姓「小和田」（ただし駅名は「こわだ」、苗字は「おわだ」）、敬宮愛子内親王（駅名は「あやし」、名前は「あいこ」）に因んだもの。小和田駅は無人駅であるが、皇太子徳仁親王（現・今上天皇）の妃となった1993年には係員が出張して販売を行っていた。

なお、乗車券における例については「縁起物乗車券」の欄を参照。

### トイレや駅ナカ施設の利用時
公衆トイレが駅の改札内にしかない地区は珍しくない。『東京新聞』が首都圏の鉄道各社に取材したところ、トイレを使いたい場合の対応は以下の通りであった。
入場券を購入してもらう。
JR東日本、東武鉄道、京成電鉄、京王電鉄、京浜急行電鉄
原則的に入場券が必要だが、やむを得ないと駅係員が判断すれば入場券なしで利用を認めることもある。
西武鉄道、東急電鉄、相模鉄道
自動改札機を通れる無料の「入場証」を渡す。
小田急電鉄（2016年3月開始）
入場券がなく、利用者を改札に近いトイレに案内する。
東京メトロ、東京都交通局
このほか大都市圏の主要駅では「駅ナカ」と呼ばれる改札内の飲食・商業施設が増えている。ほとんどの事業者では、改札内に立ち入るだけで入場券は必要となるが、小田急電鉄では商業施設やコインロッカーの利用が証明できれば入場料を払い戻している。近鉄の大和西大寺駅では、券売機での購入時に入場券と割引券が発券され、店舗で割引券を提示すると入場券代金分の割引と、場合によっては差額分の返金が受けられる。またJR西日本新大阪駅では、入場後に入場券を構内の書店に呈示して割引券を受取り、500円以上の買い物をすると入場券分の代金が値引きされる。
なお、入場券には不正乗車防止のため多くの場合、時間制限（JR北海道・JR東日本・JR東海・JR西日本・JR九州の全駅の場合は発売時刻から2時間以内。関西私鉄の一部でもこれに類似した制度あり）があり、超過した場合は再度入場料金が加算される。

## 日本以外の鉄道駅の入場券
世界各国の鉄道駅で、入場券による駅構内への入場規制を行っている国は、イギリスやインド、パキスタンなどがある。

### イギリス

#### ナショナル・レール
イギリス国鉄の駅では、20世紀中盤まで入場券（Platform ticket）が広く用いられ、民営化後に国鉄の路線網を引き継いだナショナル・レールでもほとんどの駅窓口で発券可能である。近年は大都市近郊や主要駅を中心に改札口が設けられており、その結果入場券に対する新たな需要が生まれている。なお、入場券は通常自動券売機では購入できず、出札窓口での購入となる。価格は1枚10ペンスで1時間有効の駅が多い。改札業務を行わない駅では入場券を購入する必要はない。
一部の列車運行会社は管轄下にある駅で入場券の発売を中止している。そのような駅で本来入場券を必要とする利用者は、改札係員に申し出、許可を得てから入場（無料）することになる。収集目的など実際に使用しない場合、出札係員の裁量により、無効であることを了解のうえで発売することもある。その一方で、発売を正式には中止していない会社の駅でも、係員が入場券の存在を知らないなどの理由で発売を拒否する場合があるなど、入場券の発売可否に関する方針は徹底されていない。
- 管轄下にある駅で入場券を発売する列車運行会社

イースト・コースト、イースト・ミッドランズ・トレインズ、ノーザン・レール、ファースト・スコットレール、サウスイースタン、サザン、ヴァージン・トレインズ
- 入場券の発売を中止した列車運行会社

アリーヴァ・トレインズ・ウェールズ、ファースト・グレート・ウエスタン、グレーター・アングリア、サウスウェスト・トレインズ
- 上記にかかわらず発売しない駅

ロンドン・ヴィクトリア駅、チャリングクロス駅、キャノンストリート駅、ユーストン駅、エディンバラ・ウェイバリー駅

#### ロンドン地下鉄
ロンドン地下鉄の各駅では、全ての駅窓口で入場券を1枚1ポンド（サザーク駅は20ペンス）で発売している。しかし駅構内へ入場する正当な理由がない場合、発売を拒否される場合がある。

### パキスタン

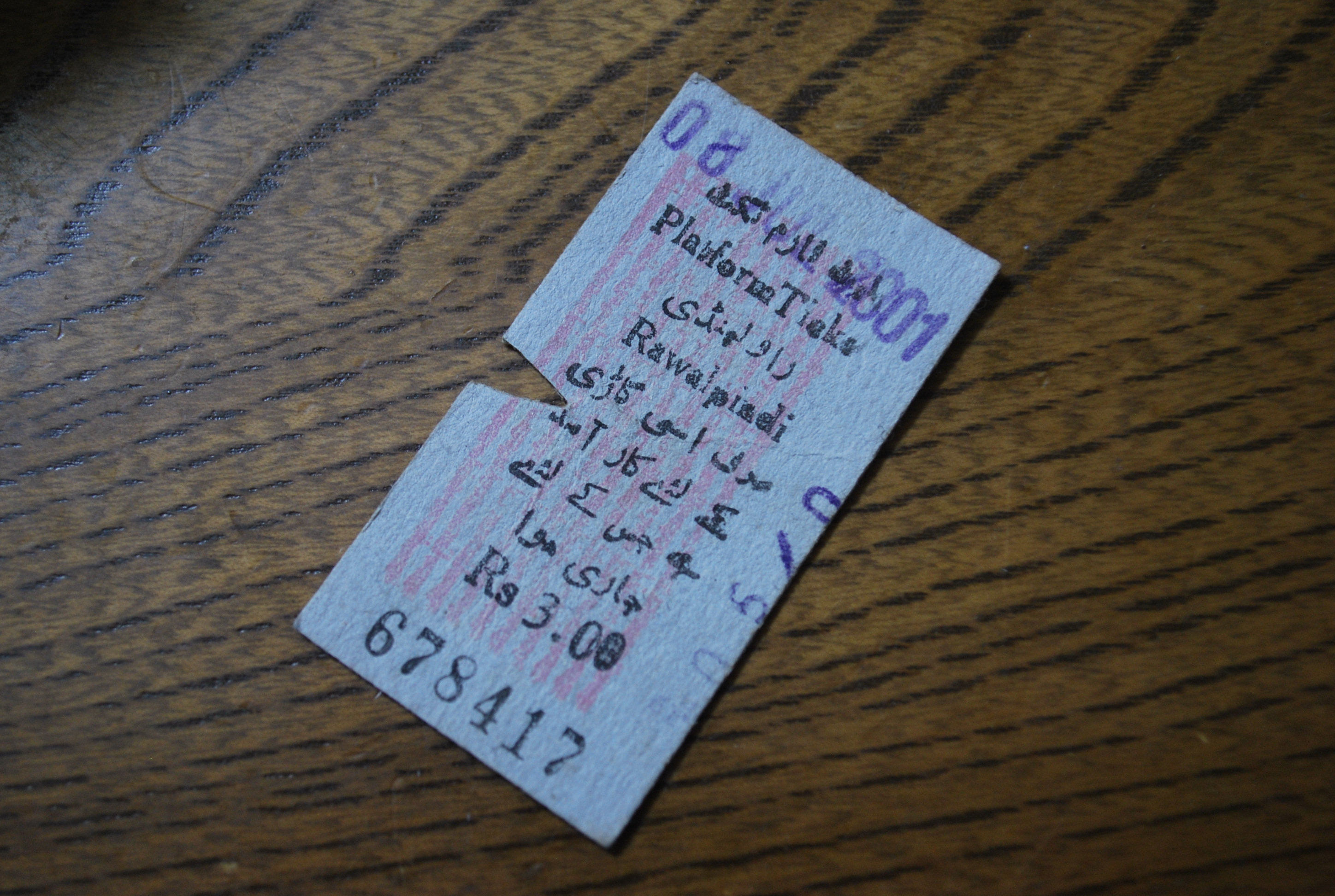
パキスタンの入場券。ラーワルピンディー駅（2001年）。

イギリスの植民地であったパキスタンの鉄道においても入場券（Platform ticket)による駅構内への入場規制が行われている。

### 韓国
韓国鉄道公社（KORAIL）の駅（広域電鉄除く）では、かつて入場券を有料にて販売していた（当時500ウォン）。しかし信用乗車方式の導入などがあり発売が中止された後、現在は駅券売機にて無料で発券可能となっている。また、一部の駅において、記念入場券目的の入場券を発売している（1枚1,000ウォン）。

### 台湾
台湾鉄路管理局では、かつて入場券を有料にて販売していた（当時6元）。2013年6月1日に廃止され、身分証との交換で通行証を貸与する形式に変更された。

## 道の駅記念きっぷ

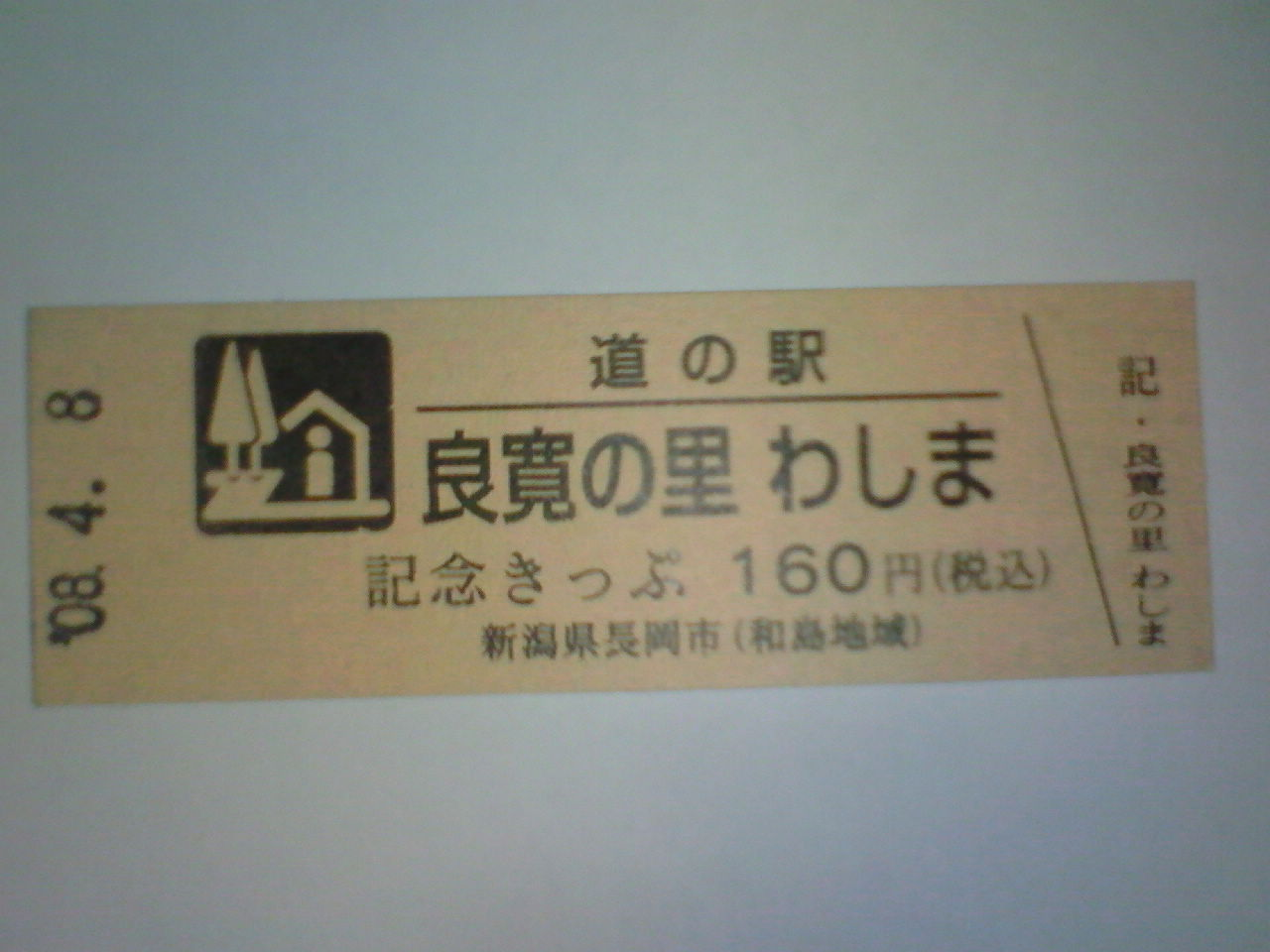
道の駅記念きっぷ（良寛の里わしま）

多くの道の駅では来訪記念のお土産として、鉄道の記念入場券にヒントを得た「記念きっぷ」を発売している。当初は「記念入場券」としていたが、立ち寄りが自由な道の駅には「入場」という概念が存在しない事から、誤解を与えないよう現在の名称に改められた。料金は1枚180円（税込）。特定の駅で販売されるか、市町村合併記念や購入特典の無料配布などをして対応している。

## 入場券が不要な施設
入場料が不要な施設では原則としては、入場券が不要である。鉄道の駅において改札口がない場合（例：フランス国鉄やタイ国鉄など）では入場券がなく、乗車を目的としない場合の駅構内への立ち入りは自由である。日本の鉄道駅においても無人駅の場合、係員がおらず、基本は自動券売機でも入場券は売っていない。扉付きの改札機のように入場を物理的に制御する機械もない場合がほとんどのため、駅構内やホーム上まで入場券を持たずに入ることが事実上黙認されている。ただし駅集中管理システム導入駅のように自動改札機が設置されている場合は、入場券を発売していることがある。
また、遊園地においては、入場自体は無料で入場券が不要であり、個々の遊戯施設に対する利用料金のみが発生する施設がある。富士急ハイランドのように入場無料に切り替えた施設もある。